# Compteuse de billets
 (septembre 2016).
Améliorez-le ou discutez des points à vérifier. 
Les compteuses de billets sont des machines électromécaniques destinées au comptage des billets de banque.
Entre sa fabrication et son éventuelle destruction en fin de cycle, le traitement de l'argent en espèces comprend le comptage des billets de banque et des pièces, la détection des contrefaçons (pièces et billets), le conditionnement et le stockage ainsi que le transport.

## Utilité des compteuses de billets

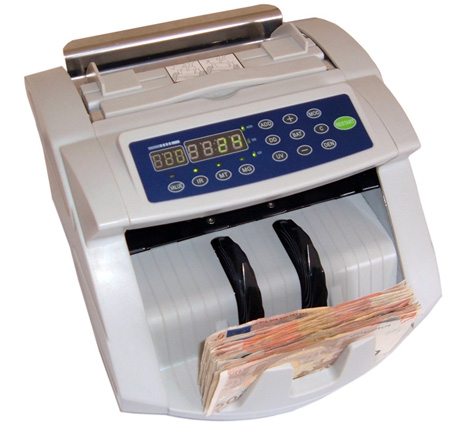
Compteuses de billets.

Elles facilitent ce travail et, selon les modèles, permettent simultanément la détection des faux billets.
Elles sont généralement utilisées dans les secteurs professionnels qui manipulent de grandes quantités d'espèces : les transporteurs de fonds, les casinos, les stations-services, les grandes surfaces commerciales, les restaurants, etc...
Les banques, confrontées aux braquages, sous-traitent de plus en plus cette activité aux transporteurs de fonds en utilisant un coffre-tirelire.
Une compteuse de billets est en mesure de traiter, sans erreur, plus de 1 000 billets par minute. 
Il en existe de nombreux modèles. Des simples machines à compter une liasse de billets prétriée jusqu'aux compteuses-valorisatrices exécutant le tri et la distinction de billets mélangés (valorisation).

## Compteuses de pièces
Les fabricants proposent une grande variété de modèles dont les caractéristiques permettent de satisfaire des besoins très différents. Ces machines peuvent compter en nombre, mettre en sac (ensacher) ou en rouleaux. Les modèles plus complexes trient, valorisent et conditionnent les dépôts remis en vrac. Certains peuvent être équipés d'un système de détection de fausses pièces ou de pièces étrangères. Les machines les plus sophistiquées sont souvent utilisées par les transports de fonds et GMS et reliées à un système informatique qui assure, en outre, la gestion des stocks.

### Principe de fonctionnement
En général, les pièces sont déversées en vrac dans un bac supérieur. Par sélection successive de la taille des pièces, le tri est effectué à des vitesses très variables selon les appareils. L'éventuelle reconnaissance de pièces étrangères ou le contrôle d'authenticité se fait alors. Les pièces triées sont recueillies par gravitation dans un ou plusieurs réceptacles.

## Conditionnement et stockage
Des normes de conditionnement ont toujours été édictées par les Institutions monétaires. En France, par exemple, la Banque de France exige que dans ses échanges, les pièces en Euro soient conditionnées comme suit :
| Pièce | Nombre | Valeur en € | Couleur (*) | Packs       | Boîtes      | Sacoche      |
| ----- | ------ | ----------- | ----------- | ----------- | ----------- | ------------ |
| 0,01  | 50     | 0,5         | Blanc       | 10 rouleaux | 40 rouleaux | 120 rouleaux |
| 0,02  | 50     | 1           | Gris        | 10 rouleaux | 30 rouleaux | 90 rouleaux  |
| 0,05  | 50     | 2,5         | Rouge       | 10 rouleaux | 20 rouleaux | 60 rouleaux  |
| 0,10  | 40     | 4           | Bleu        | 10 rouleaux | 30 rouleaux | 90 rouleaux  |
| 0,20  | 40     | 8           | Orange      | 10 rouleaux | 20 rouleaux | 60 rouleaux  |
| 0,50  | 40     | 20          | Vert        | 10 rouleaux | 20 rouleaux | 60 rouleaux  |
| 1,00  | 25     | 25          | Jaune       | 10 rouleaux | 30 rouleaux | 90 rouleaux  |
| 2,00  | 25     | 50          | Violet      | 10 rouleaux | 20 rouleaux | 60 rouleaux  |

Les billets sont gansés (assemblés) en liasse de 100 regroupées par 10 pour former des paquets de 1000 billets. Des couleurs particulières sont également employées pour différencier chaque type de billet

## Détection des contrefaçons
Malgré les systèmes de paiement électronique l'argent liquide est toujours largement utilisé. Les faussaires se sont efforcés de créer des contrefaçons pour duper les usagers. 

### Les faux billets
Les détecteurs de faux billets sont conçus pour déceler ces imitations et en limiter la propagation. Plusieurs techniques complémentaires sont utilisées : les ultraviolet (UV), le magnétisme (MG), l'infrarouge (IR) et l'analyse du fil de sécurité (THD).

#### Caractéristiques propres aux billets en euro
La Banque centrale européenne a mis en ligne un tableau des caractéristiques et des différentes sécurités de chaque billet. 
Détection infrarougeune des méthodes de détection les plus sûres est la détection infrarouge. Les détecteurs infrarouges vérifient l'existence aussi bien que les caractéristiques de ces marques infrarouges sur la surface du billet.
Détection magnétiquela caractéristique la plus complexe est la présence d'un code magnétique. Il se trouve sur le fil métallique incrusté dans le papier. Ce code s'apparente à un code morse et permet de vérifier un billet et d'identifier sa valeur. Ce code dit « de niveau 3 » a été contrefait en 2010 et n'assure plus une authentification imparable.
Détection ultravioletUne sécurité qui repose sur tous les billets euro. Pour faire apparaitre cette sécurité, il suffit d'approcher une source ultraviolette pour faire réagir des « fibrettes » de couleur. Cette sécurité de niveau 1/3 est relativement simple à contrefaire.
Malgré une conception et une réalisation particulièrement élaborées, l'euro s'est néanmoins révélé vulnérable à la contrefaçon et au faux-monnayage[réf. nécessaire].